# Strictly Sexual

Strictly Sexual est une comédie américaine réalisée par Joel Viertel, écrite par Steve Long et sortie en 2008.

## Synopsis
Fatigué des rapports avec les hommes, Donna et son amie Christi Ann, décident de garder deux hommes dans leur maison a des fins strictement sexuelles. Pourtant, petit à petit, les couples commencent à développer de vrais sentiments.

## Distribution
- Amber Benson : Donna
- Johann Urb : Joe
- Kristen Kerr : Christi Ann
- Steve Long : Stanny
- Trevor Murphy : Damian
- Brooke Allen : Cassandra
- Elizabeth Wood : Fabric Woman
- Ashley Hinson : Boutique Employee
- Shravan Kambam : Niki
- Scott Weston : Scott
- Rick Ramnath : Rich
- Lindsay Frame : Complimentary Woman
- Carlos Conrado Sanchez : Carlos
- Justin Phillips : Justin
- Mark Radcliffe : Mark